# Oetz
Oetz (of Ötz) is een gemeente in het district Imst van de Oostenrijkse deelstaat Tirol. Het ligt aan het begin van het Ötztal.
Oetz ligt aan de voet van de Acherkogel, die met 3007 m.ü.A. de meest noordelijke berg in de Alpen hoger dan 3000 m is. Tot de gemeente behoren de kernen Oetz, Oetzerau, Oetzerberg, Schlatt, Stufenreich, Habichen, Piburg en Ebene. Door de hoofdkern Oetz stroomt de rivier Ötztaler Ache, waardoor Oetz vaak gastplaats is voor raftingkampioenschappen.
Bezienswaardigheden zijn verder de verschillende historische herbergen in het dorpscentrum, deels met gevelschilderingen, en de laatgotische parochiekerk, waaraan ook veel Barokelementen zijn toegevoegd. Verder zijn in het dorp diverse musea te vinden.
In de gemeente draait de economie op zowel zomer- als wintertoerisme met het ski- en wandelgebied Hochötz en een verbinding naar Kühtai. De minderheid van de bevolking van Oetz die niet in de toerismesector werkzaam zijn, pendelen elke dag naar hun arbeidsplaatsen in de grotere plaatsen Imst, Landeck en Innsbruck.

## Geschiedenis
Eerste sporen uit de Hallstattcultuur wijzen er op dat het gebied rondom Oetz al ruim tweeënhalfduizend jaar wordt bewoond. Het werd voor het eerst genoemd als Ez in een schenkingsoorkonde van de hertog Hendrik de Leeuw aan het sticht Wilten. Zoals het gehele Ötztal behoorde Oetz tot de rechtbank Petersberg bij Silz, dat in 1266 onder bewind van graaf Meinhard II kwam te staan. Omdat Oetz als hulprechtbank voor het dal werd aangewezen, werd het dal naar deze gemeente vernoemd.
In Oetz speelde vezelvlasteelt net als in de aangrenzende gemeente Umhausen vanaf de 17e eeuw een belangrijke rol, tot deze aan het begin van de 20e eeuw werd stopgezet. Aan het einde van de 19e eeuw was het toerisme in Oetz al op gang gekomen.

## Piburger See
Dicht bij Oetz ligt een 800 m lang, 250 m breed en 25 m diep meer, de Piburger See. Het meer werd in 1282 voor het eerst beschreven, toen graaf Meinhard II het meer aan het sticht Stams schonk. Het sticht verkocht het meer in 1860. In 1980 werd het opgekocht door de gemeente Oetz. Het meer wordt zomers gebruikt als zwemmeer, en staat bekend als het warmste bergmeer in Tirol. Vanaf de Ötztalstraße (B186), de straat waarlangs Oetz gelegen is, loopt de Landesstraße Piburger Straße (L310) naar het meer toe.

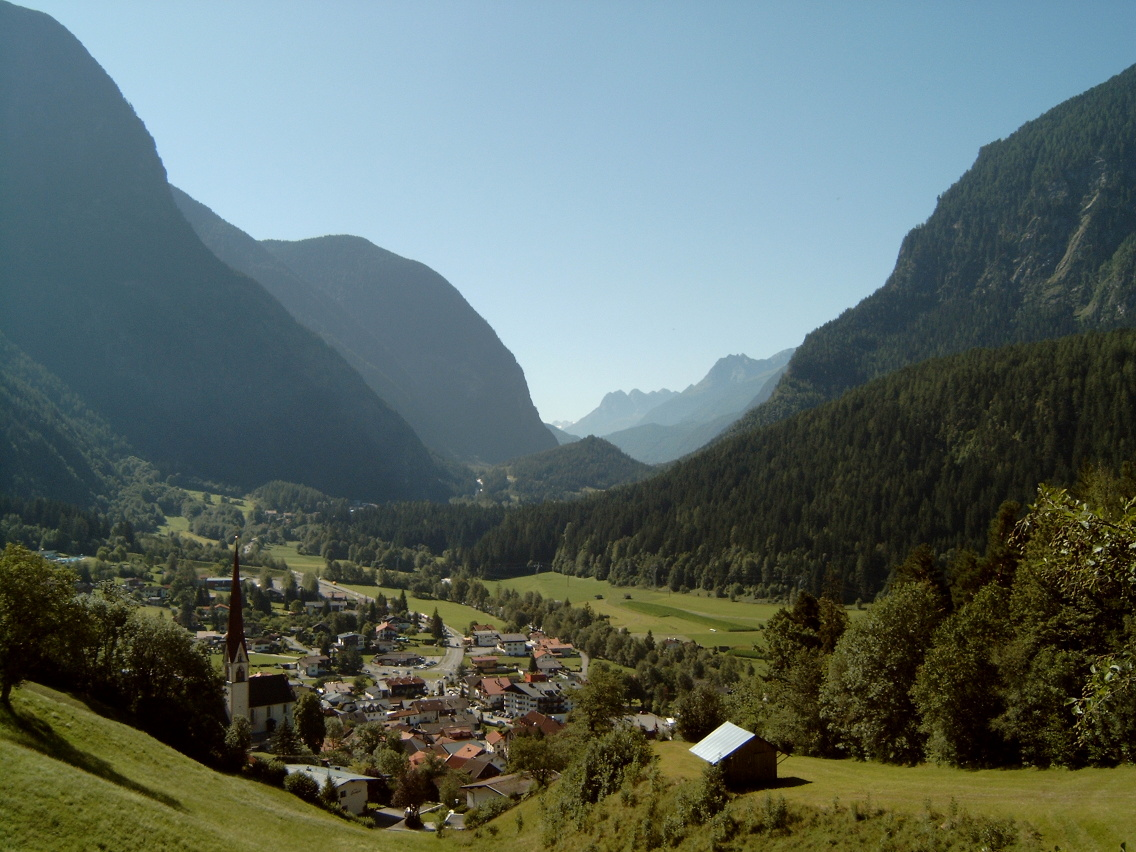
Zicht op het dal
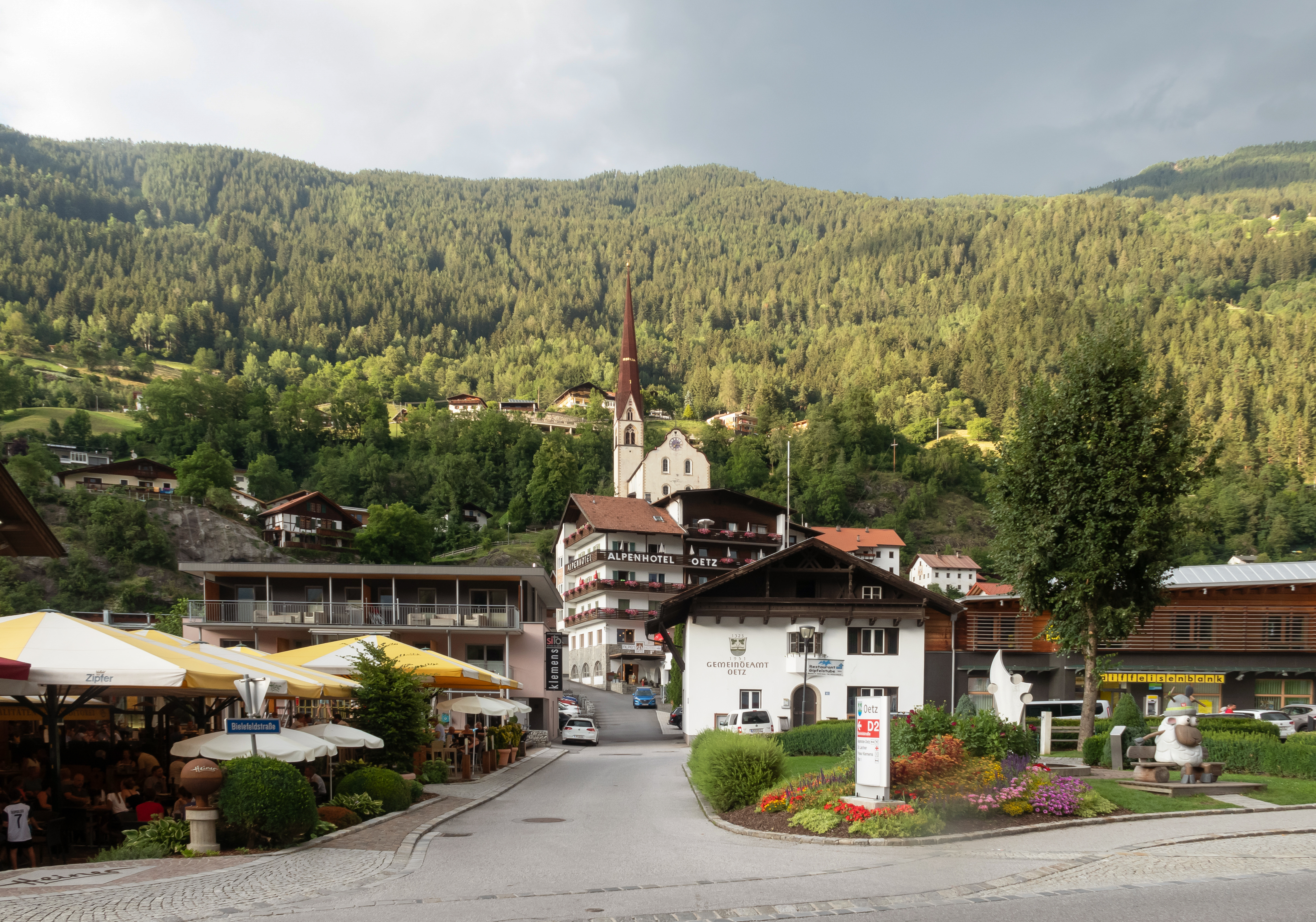
De Bielefeldstrasse
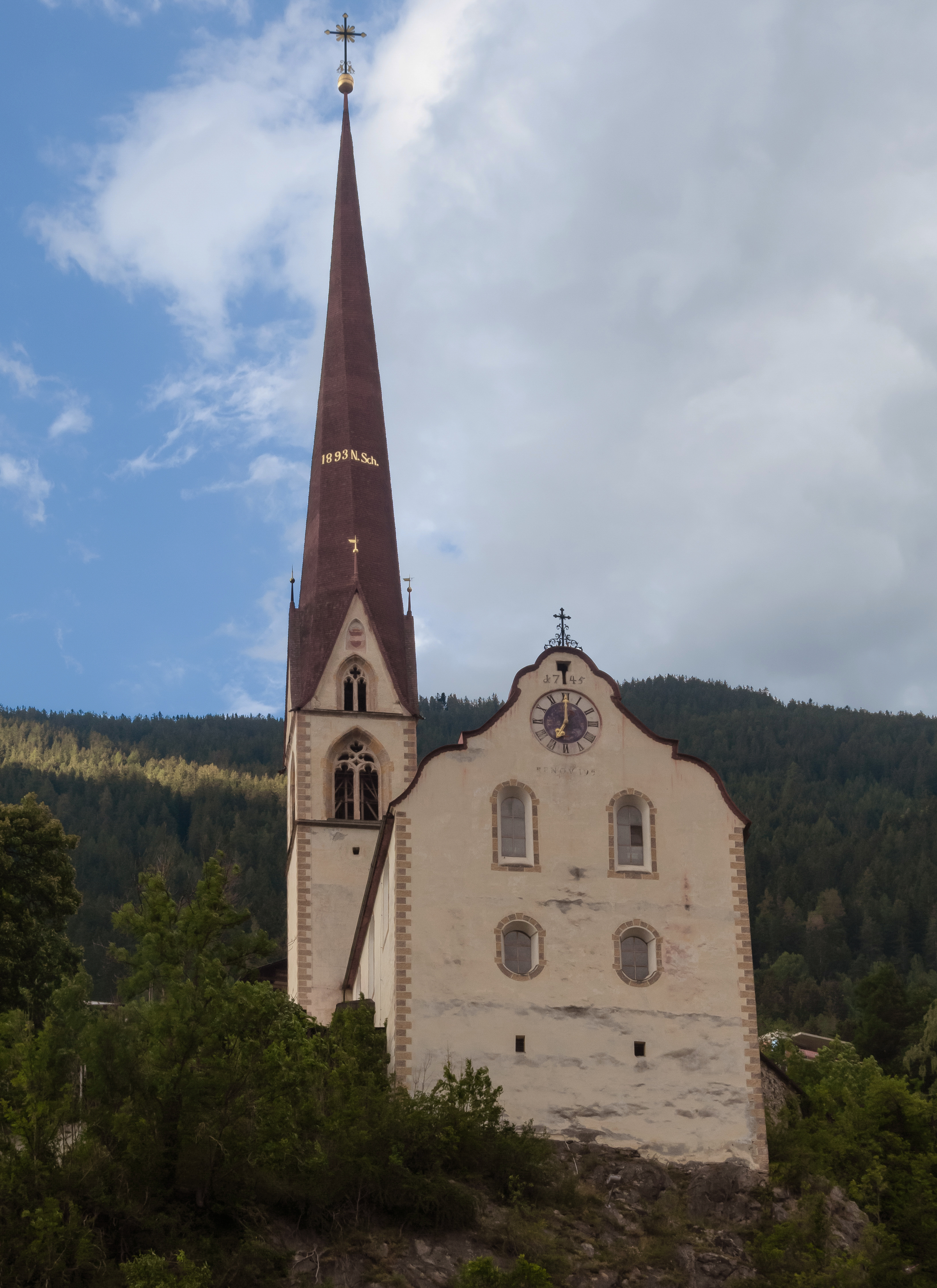
De parochiekerk in Oetz
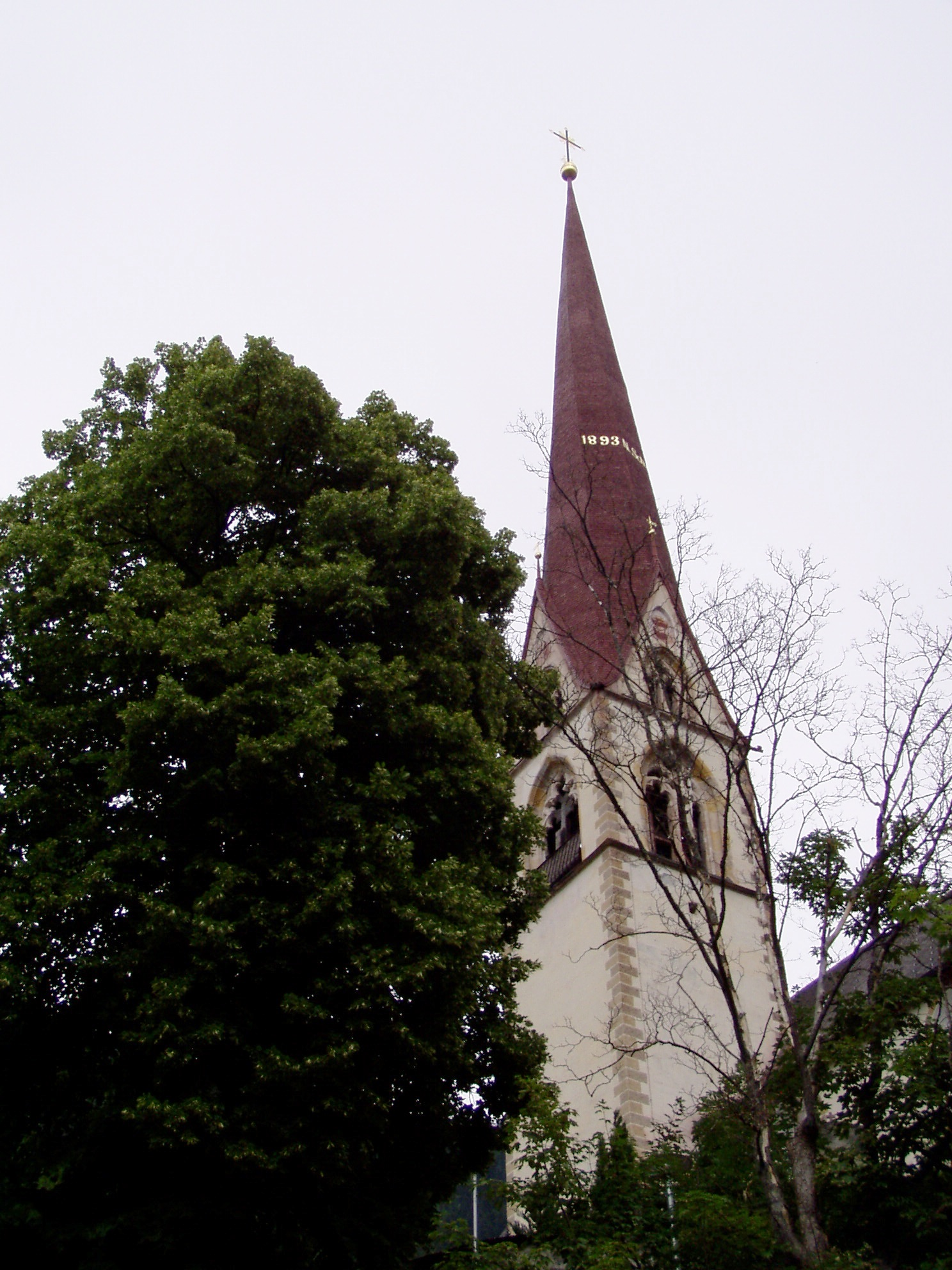
De gedraaide toren van parochiekerk Sankt-George und Nicolas
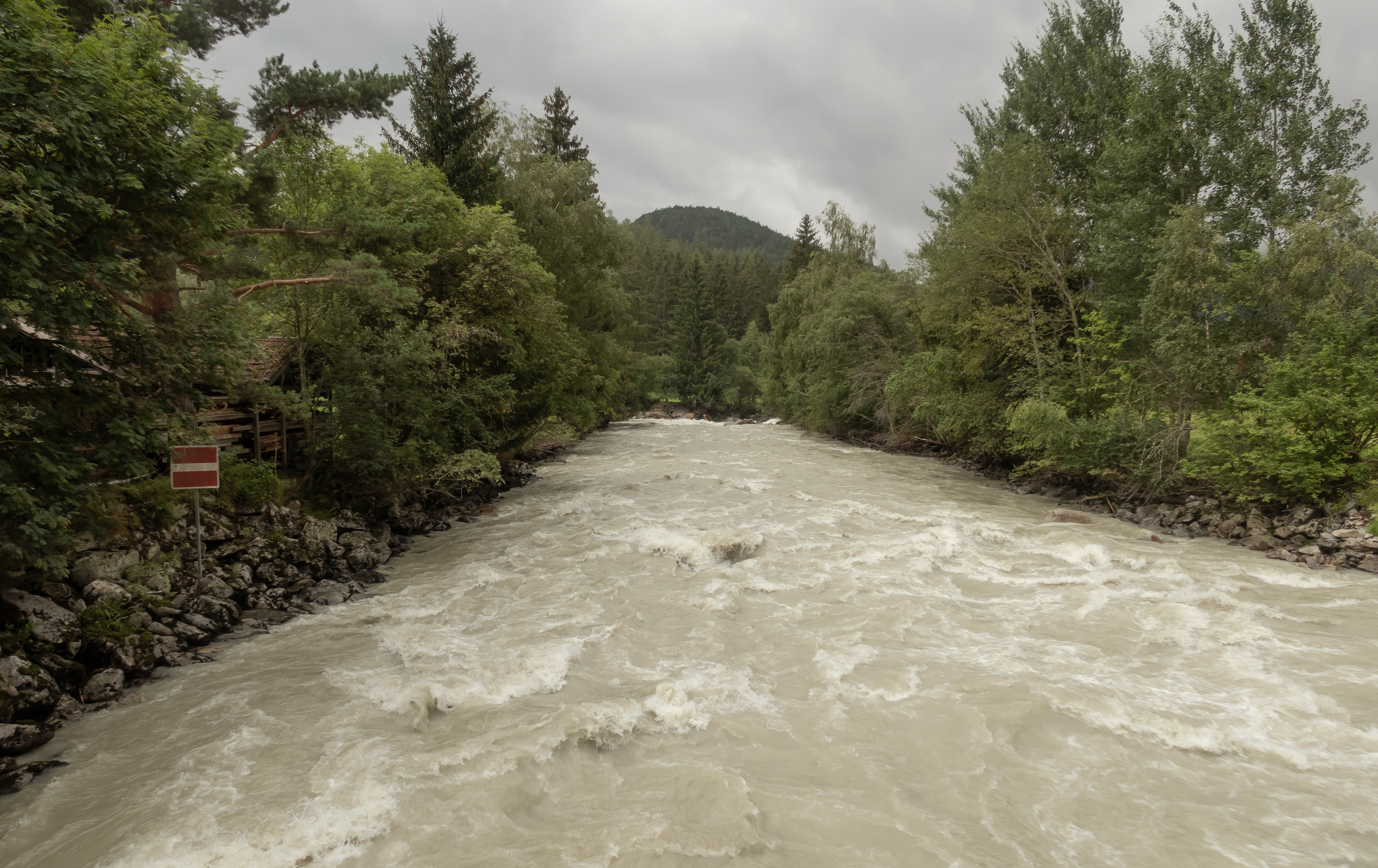
De Ötztaler Ache bij Habichen